# Burg Wöllstein
Die Burg Wöllstein, früher auch Wellstein genannt, ist eine abgegangene Hangburg auf 385 m ü. NN oberhalb des Weilers Wöllstein im Kochertal bei Abtsgmünd im Ostalbkreis in Baden-Württemberg. Die Burgstelle ist mit dem heutigen „Schlössle“ und der restaurierten Jakobuskapelle überbaut.

## Geschichte
Die Burg wurde im 13. Jahrhundert von den Herren von Wellstein als Sicherung gegen die Herrschaft der Schenken von Limpurg erbaut und 1269 erstmals erwähnt, als sich ein Walther Hack nach ihr nannte, der zuvor auf der Lauterburg bei Essingen ansässig gewesen war. Nach 1351 ging Burg Wöllstein, wahrscheinlich als Pfand, an Walther und Friedrich, Herren von Heinriet, welche die kleine Herrschaft durch Zukäufe erweiterten und ab 1373 an Ulrich Hagg und dessen Bruder Albert (andere Namensschreibweise: Albrecht Hack von Wöllstein), den Abt des Benediktinerklosters Ellwangen, abtraten. Ulrich verkaufte seinen Anteil 1374 für 4000 Heller an die Abtei.
Die Abtei Ellwangen übereignete 1377 Wöllstein und das Dorf Abtsgmünd für 2000 Gulden an Konrad von Hürnheim. Nach dem Ende des Klosters Ellwangen im Jahre 1460 ging dessen unter anderem 1397 und 1414 erwähnte Lehnshoheit auf die Fürstpropstei Ellwangen über. Mit dem Aussterben der Herren von Hürnheim im Jahre 1585 zog Ellwangen das Lehen ein. Zur Burg gehörten damals neben dem Weiler Wöllstein auch das Dorf Abtsgmünd und einige Höfe. Zur Verwaltung wurde ein Vogt eingesetzt, der in Wöllstein saß. 1604 erhielt Arnold von Wolfen Wöllstein als Leibgedinge im Tausch gegen sein Schloss in Heuchlingen.
Die Burg wurde im Dreißigjährigen Krieg zerstört und im Jahr 1700 abgebrochen mit Ausnahme der Kapelle, in der ab 1723 Einsiedler lebten und die 1789 restauriert wurde.
Die heute nach dem Apostel Jakobus benannte Kapelle befindet sich an einer Pilgerroute des Jakobswegs. Der katholische Pfarrer und Künstler Sieger Köder schmückte im Jahr 2002 ihr Äußeres mit einer Darstellung der christlichen Hühnerwunder-Legende.